# Poljanska dolina
Das Pöllander Tal (slowenisch: Poljanska dolina) ist ein 42 km langes Tal im Hügelland von Škofja Loka auf dem Gebiet der  Gemeinden Gorenja vas-Poljane und Žiri in der historischen Region Oberkrain im Norden Sloweniens.
Durch das Tal fließt der Oberlauf der Poljanska Sora, eines der Quellbäche der Sora.

## Talkessel von Žiri
Am oberen Ende des Pöllander Tals liegt die Gemeinde Žiri (deutsch: Sairach) im gleichnamigen Talkessel (Talkessel von Žiri, slowenisch: Žirovska kotlina, historische deutsche Bezeichnung: Sairacher Becken, englisch: Žiri Basin).

## Sehenswürdigkeiten
- Gorenja vas-Poljane
- Žiri
- Naturschwimmbäder in der Poljanska Sora auf visitskofjaloka.si